# Cot Kareungbrauk
Cot Kareungbrauk är ett berg i Indonesien.   Det ligger i provinsen Aceh, i den västra delen av landet, 1 800 km nordväst om huvudstaden Jakarta. Toppen på Cot Kareungbrauk är 755 meter över havet, eller 379 meter över den omgivande terrängen. Bredden vid basen är 0,98 km.
Terrängen runt Cot Kareungbrauk är varierad.Runt Cot Kareungbrauk är det tätbefolkat, med 276 invånare per kvadratkilometer. Omgivningarna runt Cot Kareungbrauk är en mosaik av jordbruksmark och naturlig växtlighet.